# Clarence Stanley Fisher
Pour les articles homonymes, voir Fisher.
Clarence Stanley Fisher, né 17 août 1876 à Philadelphie et mort à Jérusalem le 20 juillet 1941, est un archéologue et architecte américain, spécialiste d'archéologie proche-orientale. Il fouille des sites de Mésopotamie, d'Égypte et de Palestine, en particulier celui de Megiddo. Ses méthodes stratigraphiques rigoureuses servent de modèle.

## Biographie
Né à Philadelphie le 17 août 1876, architecte formé à l'Université de Pennsylvanie, Fisher effectue ses premières fouilles archéologiques en 1898-1900 à Nippur en Mésopotamie, bénévolement et en tant qu'architecte.
Il travaille longtemps avec l'égyptologue George Andrew Reisner, qui le fait participer aux fouilles archéologiques de Samarie en Palestine.
Pendant la Première Guerre mondiale, il est en Égypte, où il organise des secours. Ensuite, il participe, à partir de 1921, à de nombreux chantiers de fouilles en Mésopotamie, en Palestine, sur les sites de Megiddo et Bet-Shemesh, ainsi qu'en Égypte, à Gizeh, à Memphis et à Louxor, en Syrie à Antioche et en Transjordanie, à Jerash et à Khirbet Tannour.
Dans les années 1920, Fisher devient la figure dominante de l'archéologie américaine en Palestine. À partir de 1925, il est professeur puis directeur de l'American Schools of Oriental Research. 
De 1925 à 1927, il dirige les fouilles du site du tell de Megiddo, pour l'Institut oriental de Chicago et suivant un projet conçu par James Henry Breasted. Il suit une méthode stratigraphique rigoureuse et emploie des méthodes modernes comme les photographies aériennes, prises depuis un aérostat. Sa stratigraphie méticuleuse et précise sert de modèle pendant des générations.
À Megiddo, il met au jour un palais de l'âge du fer construit en bel appareil, qui lui semble de même style architectural que celui de Samarie, qu'il connaît par des fouilles précédentes. Cette intuition, partagée par John Crowfoot, chef de l'expédition américaine à Samarie, est mise en avant au début des années 2000 par l'archéologue israélien Israël Finkelstein dans son livre La Bible dévoilée et les suivants, afin de contester la thèse de l'archéologue israélien Yigaël Yadin, qui, dans les années 1960, rattache les palais de Megiddo à l'époque du roi Salomon,.
Installé à Jérusalem, Fisher se livre à des actions de charité en direction des enfants et des jeunes. Il y meurt le 20 juillet 1941. Il est enterré au cimetière protestant de Jérusalem.

## Publications
- (en) Clarence Stanley Fisher, The Minor Cemetery at Giza, University Museum, 1924, 124 p. (lire en ligne).
- (en) George Andrew Reisner, Clarence Stanley Fisher et David Gordon Lyon, Harvard Excavations at Samaria (Palestine, 1908-1910), Cambridge, Harvard University Press, coll. « Harvard Semitic Series », 1924, 714 p. (lire en ligne).
- (en) Clarence S. Fisher, Corpus of Palestinian Pottery[2].
- (en) Clarence S. Fisher, The excavation of Armageddon, Chicago, The University of Chicago Press, coll. « Oriental Institute Communications » (no 4), 1929, 78 p. (lire en ligne [PDF])[9].

### Notices biographiques
- (en) Nelson Glueck, « Clarence Stanley Fisher in Memoriam », Bulletin of the American Schools of Oriental Research, no 83,‎ 1941, p. 2–4 (ISSN 0003-097X, lire en ligne, consulté le 3 novembre 2022).
- Ève Gran-Aymerich, « Fisher, Clarence Stanley (1873-1941) », dans Les chercheurs de passé : 1798-1945. Aux sources de l'archéologie, Paris, CNRS éditions, 2007, 2e éd. (1re éd. 2001), 1271 p. (ISBN 978-2-271-06538-4, lire en ligne), p. 795.